# Schismatoclada marojejyensis
Schismatoclada marojejyensis là một loài thực vật có hoa trong họ Thiến thảo. Loài này được Humbert miêu tả khoa học đầu tiên năm 1955.